# Seale
Seale è un villaggio del Surrey, in Inghilterra, facente parte della parrocchia civile di Seale e Sands. Si trova a sud del Hog's Back tra Farnham e Guildford e fa parte del Surrey Hills. Si trova inoltre sulla Via dei Pellegrini.

## Storia
La parrocchia si estende per circa 8 miglia da est a ovest e 3 miglia da nord a sud, in aperta campagna. Il suo nome deriva dalla parola anglosassone per "sala" o, in alternativa, per "salice".
Nella valle si trova la chiesa parrocchiale di St Laurence. Adiacente alla chiesa vi sono fabbricati agricoli conosciuti come Manor Farm, ora trasformata in negozi di artigianato e una sala da tè.
La chiesa è stata fondata nel XII secolo come avamposto della Abbazia di Waverley. Il campanile ospita un carillon di sei campane, la più antica e più grande forgiato nel XVI secolo. La chiesa fu ampiamente restaurata e ampliata nel 1860.
Seale Lodge, costruita come residenza da un gentiluomo nel XIX secolo, fu demolita nel 1970.
La scuola del villaggio è ora chiusa e trasformata in una casa privata. Tuttavia, vi è ancora un municipio, nei pressi della vecchia scuola. Non ci sono negozi o pub e non c'è una stazione ferroviaria.
Seale era, originariamente, parte del grande e ricco maniero di Farnham, di proprietà dei vescovi di Winchester, che ha mantenuto i diritti di Warren e altri privilegi feudali nel XIX secolo. Come altre parti del Surrey, tuttavia, da allora ha attirato persone che desideravano vivere in campagna e a poca distanza da altri centri di lavoro, tra cui Londra.